# Capitolium (Ostia)
Il Capitolium è un tempio romano che si trova nella Regio I dell'area archeologica di Ostia, a Roma. Era il tempio maggiore della città, dedicato alla Triade Capitolina.

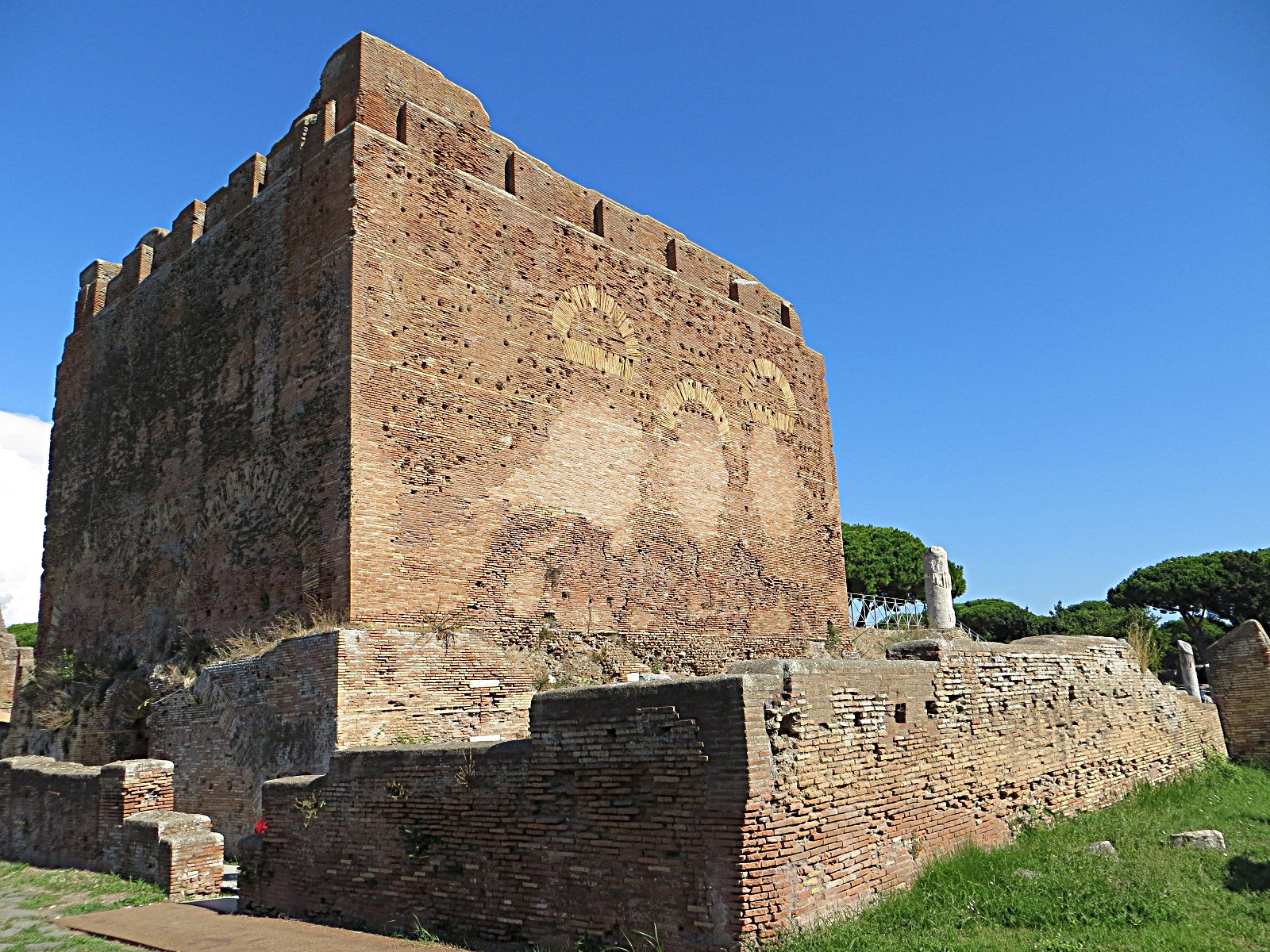
Retro del tempio

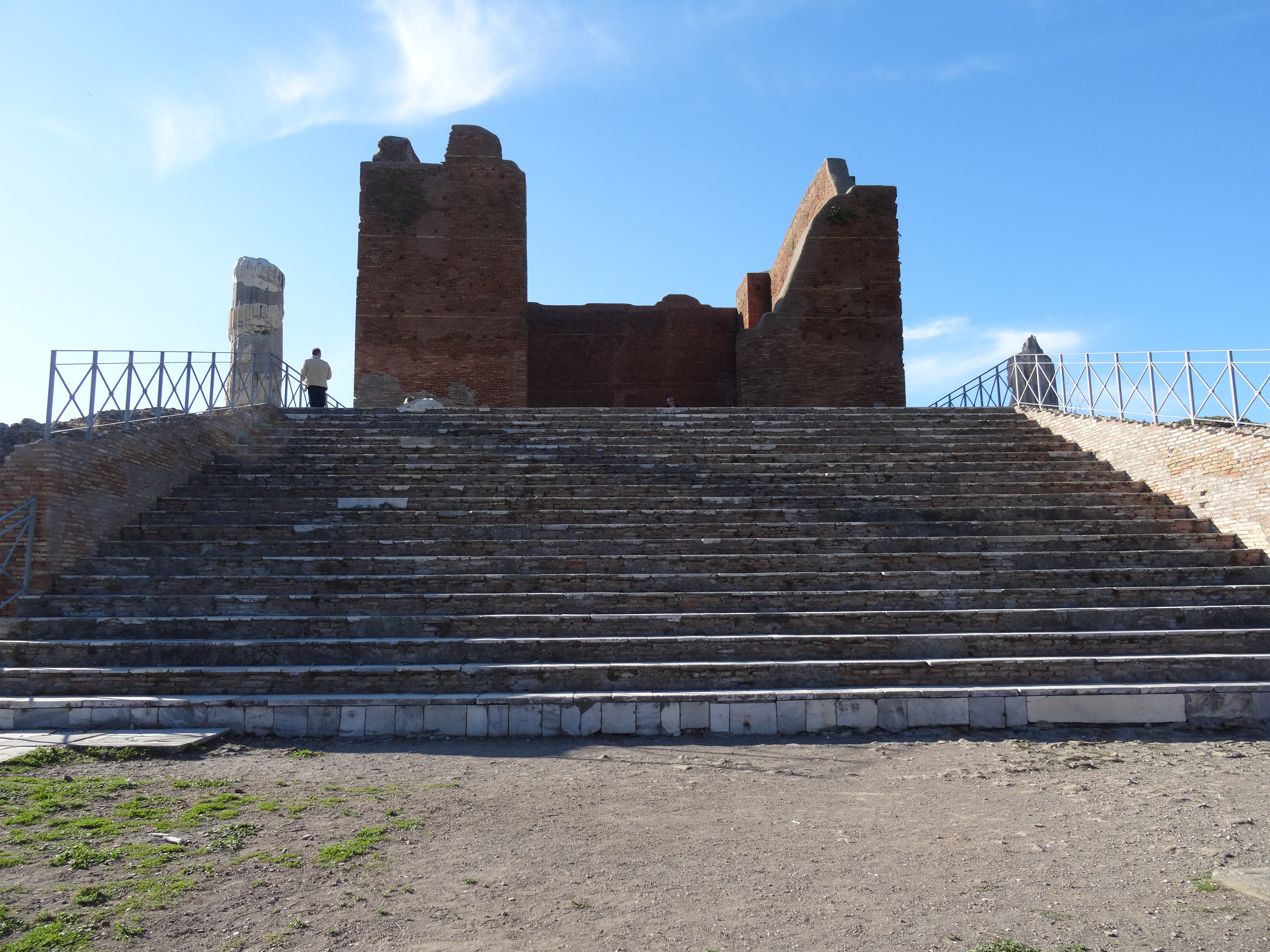
Lo scalone d'onore del Capitolium di Ostia antica

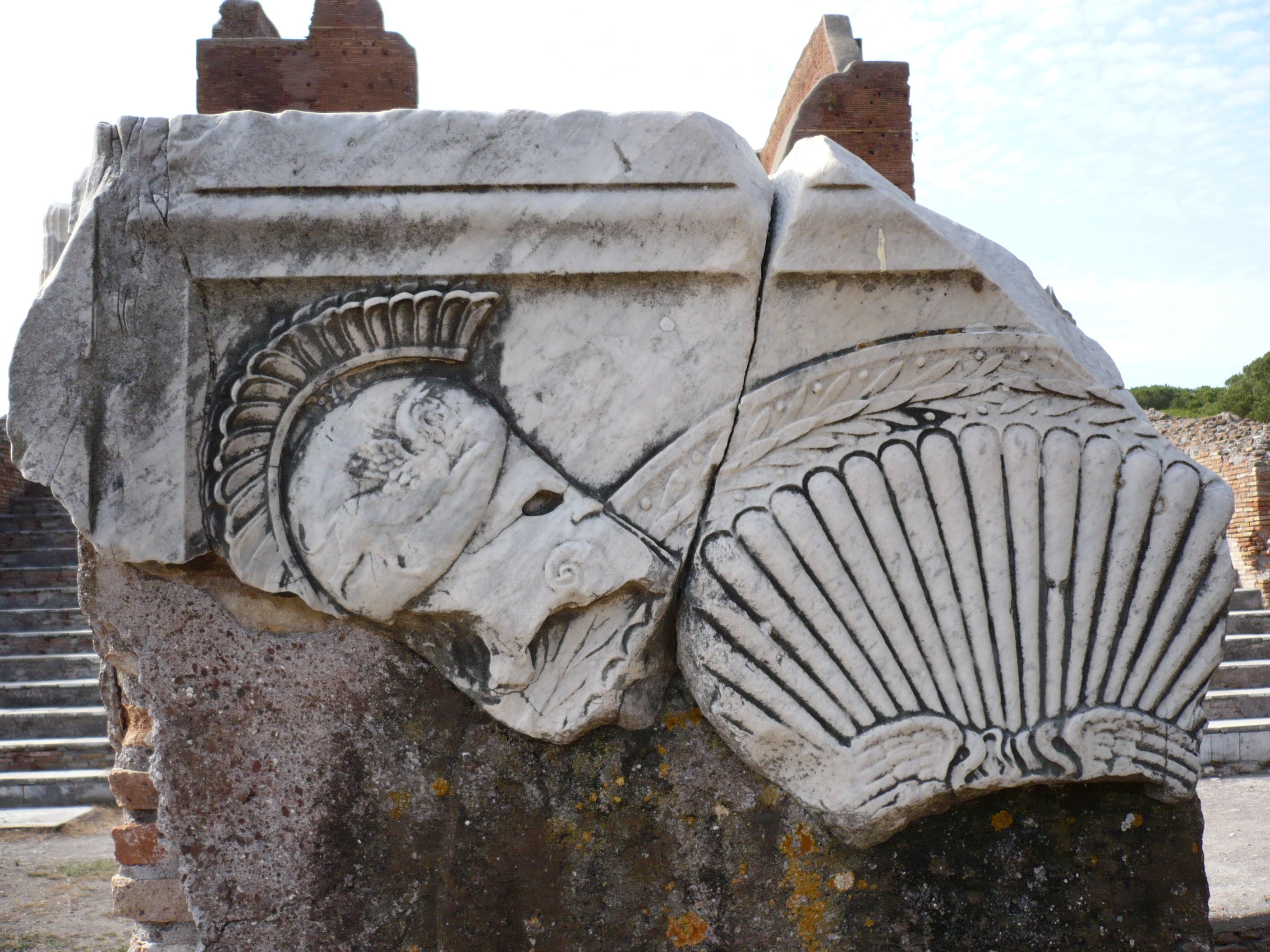
L'altare davanti al tempio

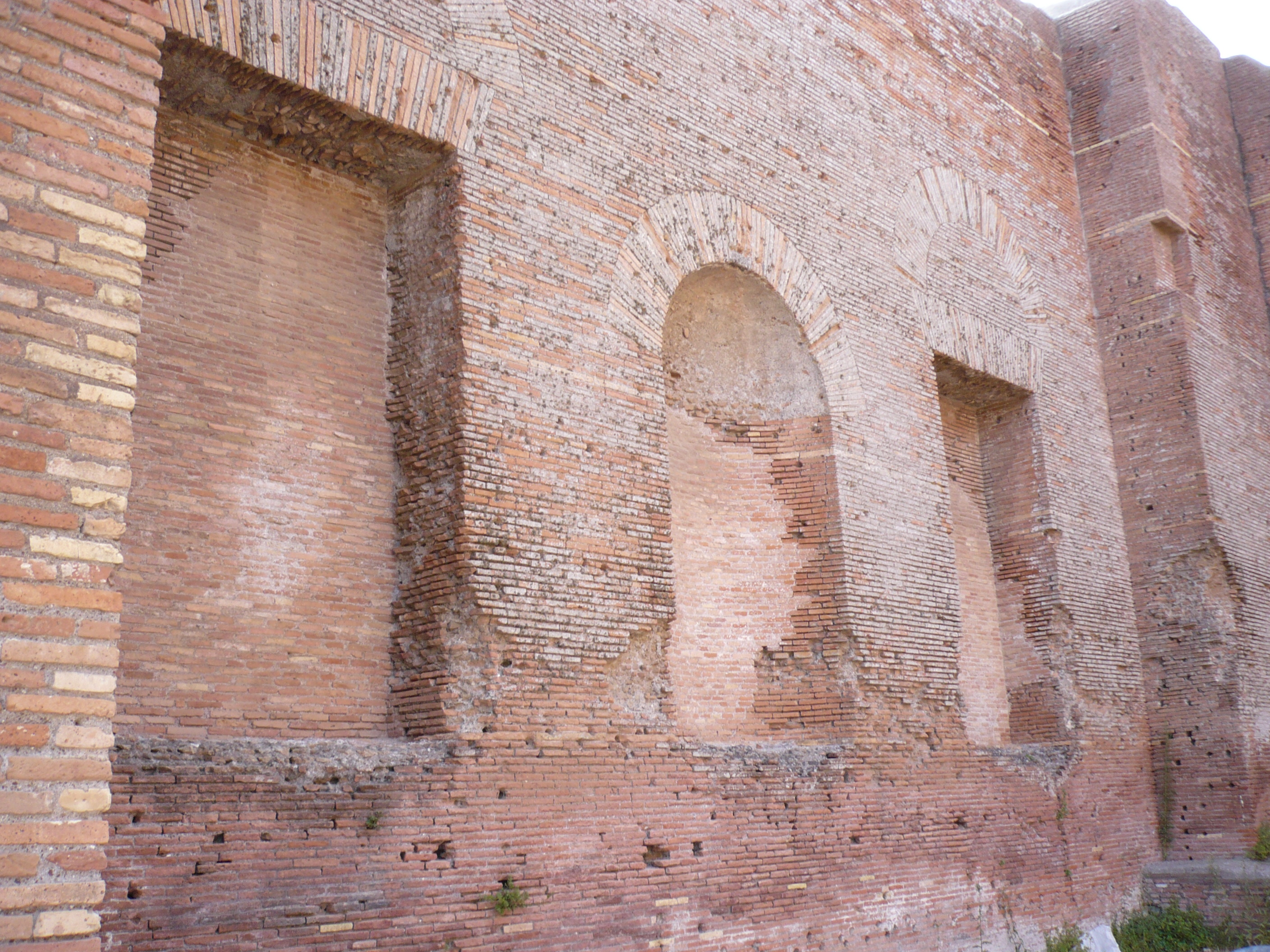
Le nicchie all'interno della cella, sulla parete nord-orientale

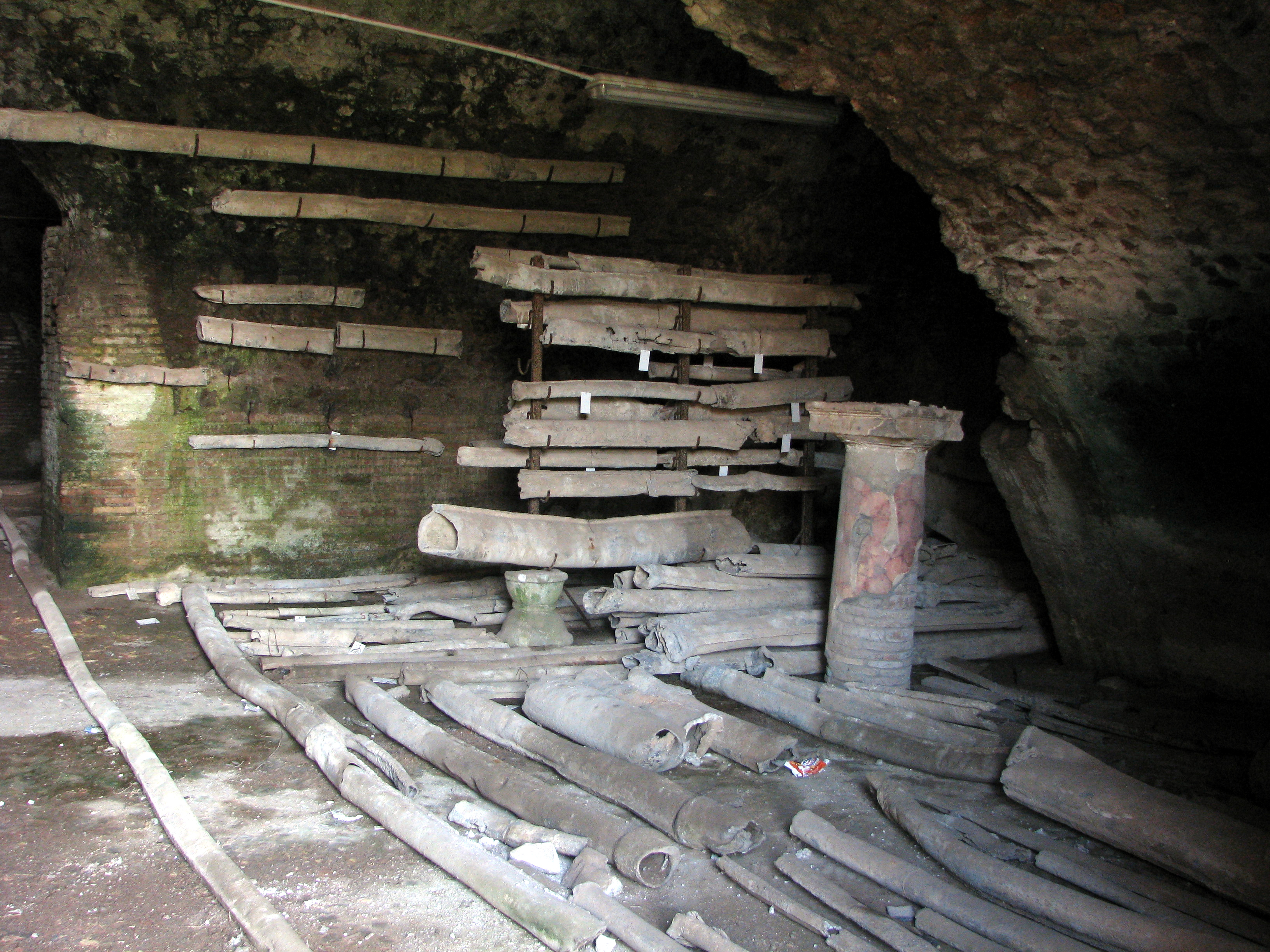
Tubature conservate nei locali sotto il podio

## Storia
L'edificio è ben visibile, poiché si erge al di sopra di tutte le altre rovine, ed è posizionato all'area anticamente occupata dal castrum repubblicano, all'incrocio tra cardo e decumano massimo.
Il Capitolium fu eretto nel 120 d.C., durante il regno dell'imperatore Adriano, che commissionò i lavori di ampliamento di Ostia e di sistemazione del foro, come dimostrano i bolli laterizi presenti sui mattoni utilizzati per la costruzione del tempio. L'edificio fu dedicato alla Triade Capitolina, composta da Giove, Giunone e Minerva, come era usanza presso le colonie romane.
Chiuso e abbandonato dopo il 394, quando il cristianesimo venne adottato come religione ufficiale dell'Impero romano, il tempio divenne ben presto preda di razzie per via dei marmi di pregiata qualità di cui era rivestito. La distruzione della città avvenne in maniera sistematica dal IX secolo, fino a quando non fu ricoperta di detriti dalle inondazioni del Tevere. Il Capitolium rimase, insieme al teatro, uno dei pochi resti visibili. Il tempio fu trasformato in un ovile, e assunse il nome di "casa rossa", per via della sua struttura in laterizio.
A seguito dell'inizio degli scavi ad Ostia antica, avvenuta nel 1802-1804, il Capitolium fu dapprima identificato come la Curia, quindi come un tempio dedicato a Giove da Antonio Nibby, a Vulcano, il cui culto era molto diffuso nella città, da Carlo Ludovico Visconti, per poi essere riconosciuto effettivamente come l'edificio consacrato alla Triade, grazie alla scoperta di una lapide votiva.

## Caratteristiche
Il tempio si affacciava sul foro cittadino, di fronte al tempio di Roma e Augusto, innalzato su un alto podio a imitazione del tempio di Giove Ottimo Massimo sul Campidoglio di Roma, a cui si accedeva con 21 gradini, parzialmente ricostruiti con i materiali originali.
Era un tempio prostilo esastilo, ossia con sei colonne in facciata, ma senza colonne sui lati della cella. Due colonne erano sui lati del pronao, di ordine corinzio. Misura 34,4 m di lunghezza, 16,8 m di larghezza e 17 di altezza, ma si crede che in origine fosse alto oltre 20 metri.
È preceduto da un altare in muratura, rivestito da lastre di marmo decorate a rilievo con armi.
Sotto il podio erano state ricavati quattro ambienti, accessibili da una porta sul retro, resa accessibile grazie agli scavi del 1864. Le stanze hanno pavimenti in opus spicatum, minuscoli mattoni a spina di pesce, e ricevono luce attraverso finestre a fessura. La funzione di queste stanze è sconosciuta, tuttaviasi ipotizza che qui fossero conservati importanti documenti o l'aerarium publicum, il tesoro pubblico.
A differenza di altri capitolia, l'ampia cella a pianta rettangolare, costruita in opera laterizia, non era tripartita: le statue delle tre divinità erano allocate in tre nicchie sul fondo, quella centrale semicircolare e le altre due rettangolari. Altre tre nicchie si aprivano su ognuna delle due pareti laterali. La cella era in passato ricoperta da lastre di marmo bianco e colorato, di cui rimangono scarsi resti, ma la cui disposizione è riconoscibile in base alle tracce dei fori per le grappe di sostegno rimasti sulla parete. Il portale di ingresso della cella doveva avere una grande porta in bronzo, simile a quelle preservatesi del Pantheon e del cosiddetto tempio di Romolo a Roma.
La spoliazione del rivestimento marmoreo subita dalle pareti della cella ha però messo in vista gli archi di scarico inseriti nelle pareti in laterizio, con una tecnica visibile anche sulla muratura del Pantheon, destinati a deviare il peso dei muri sui punti più resistenti delle fondazioni.
La pavimentazione originaria è ormai del tutto scomparsa, ma ne resta un disegno del XIX secolo opera dell'archeologo Giuseppe Antonio Guattani.

### Annotazioni
1. ↑  Ancora nel 1912 si dubitava che si potesse trattare del Capitolium, per l'assenza delle tre celle dove normalmente erano poste le statue delle divinità.[6]

### Riferimenti
1. ↑   Capitolium, su ostiaantica.beniculturali.it. URL consultato il 5 gennaio 2025.
2. 1 2 3 4 5 6 7  (EN) Regio I - Forum - Capitolium, su ostia-antica.org. URL consultato il 5 gennaio 2025.
3. ↑   Ostia (Roma), Il Capitolium (The temple of Capitolium), su Arteologia, 24 giugno 2018. URL consultato il 2 aprile 2025.
4. ↑  Paschetto-Vagliere, 357.
5. ↑  Paschetto-Vagliere, 363.
6. ↑  Paschetto-Vagliere, 365.
7. 1 2   Carlo Albo, Il Capitolium di Ostia. Alcune considerazioni sulla tecnica edilizia ed ipotesi ricostruttiva, in Antiquité, vol. 114-1, 2002,  pp. 363-390. URL consultato il 5 gennaio 2025.
8. ↑  Paschetto-Vagliere, 359.
9. ↑  (EN) 2021-2022 Chapter 1. The Architecture of the Capitolium – Ostia Forum Project, su ostiaforumproject.com. URL consultato il 2 aprile 2025.
10. ↑  Paschetto-Vagliere, 358.